# Studi ebraici
Studi ebraici (o studi giudaici) è una disciplina accademica che si focalizza sullo studio degli ebrei e dell'ebraismo. 
Gli studi ebraici fanno parte della metodologia di interdisciplinarità e combinano aspetti di storia (specialmente storia ebraica), studi mediorientali, studi asiatici, orientalistica, scienza delle religioni, archeologia, sociologia, lingue (lingua ebraica, lingue semitiche), scienze politiche, geografia, femminismo ed etnologia. 
Gli studi ebraici sono un campo di studio accademico presente in molte università del mondo, specialmente nel Nord America. Aree di studio correlate sono ricerca sull'Olocausto ed, in Israele, pensiero ebraico.